# الأكاديمية الفرنسية في روما

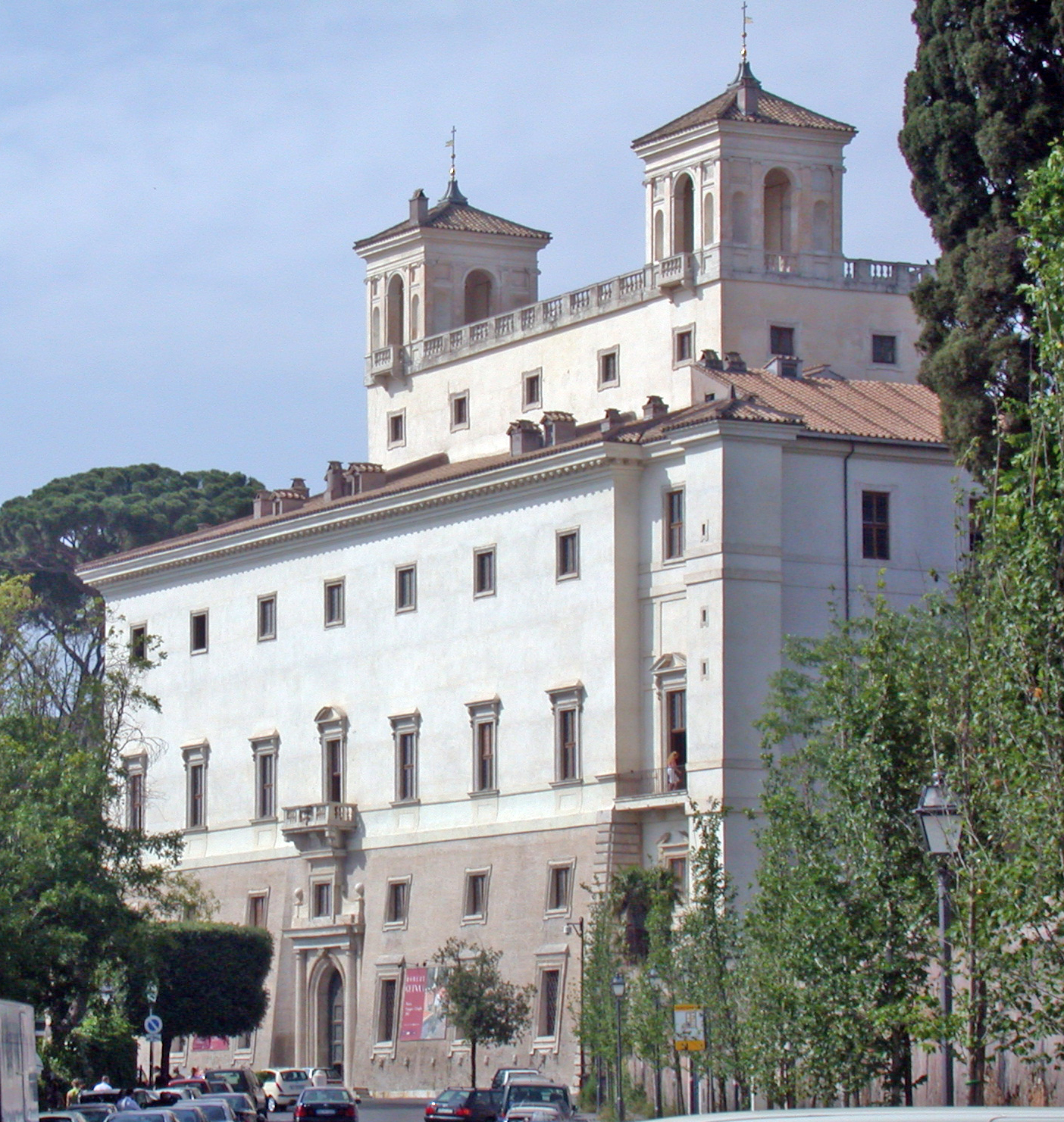
مبنى الأكاديمية الفرنسية في روما.

الأكاديمية الفرنسية في روما (بالفرنسية: Académie de France à Rome) هي أكاديمية تقع في فيلا ميديشي، داخل فيلا بورغيزي، في روما، إيطاليا ولقد تأسست عام 1666.

## روابط خارجية
- الموقع الرسمي